# Alexander Satariano
Alexander Satariano (sinh ngày 25 tháng 10 năm 2001) là một cầu thủ bóng đá Malta người hiện đang thi đấu ở vị trí tiền đạo cho câu lạc bộ Balzan, cho mượn từ Frosinone, và Đội tuyển bóng đá quốc gia Malta.

## Sự nghiệp thi đấu
Ngày 3 tháng 7 năm 2021, anh gia nhập câu lạc bộ Ý đang thi đấu ở Serie B Frosinone bằng bản hợp đồng 3 năm. Ngày 31 tháng 1 năm 2022, anh chuyển đến Pergolettese dưới dạng cho mượn. Ngày 31 tháng 8 năm 2022, Satariano gia nhập câu lạc bộ Balzan.

## Sự nghiệp thi đấu quốc tế
Satariano ra mắt quốc tế cho Malta vào ngày 11 tháng 11 năm 2020 trong 1 trận đấu giao hữu gặp Liechtenstein. Anh ta ghi bàn thắng đầu tiên trong trận hòa 2-2 
tại Vòng loại giải vô địch bóng đá thế giới 2022 gặp Slovakia.

## Thống kê sự nghiệp

### Quốc tế
Tính đến 12 tháng 6 năm 2022
| Malta     | Malta   | Malta     |
| Năm       | Số trận | Bàn thắng |
| --------- | ------- | --------- |
| 2020      | 3       | 0         |
| 2021      | 11      | 1         |
| 2022      | 5       | 1         |
| Tổng cộng | 19      | 2         |

## Bàn thắng quốc tế
| #  | Thời gian           | Địa điểm                                        | Đối thủ  | Ghi bàn | Kết quả | Giải đấu                                     |
| -- | ------------------- | ----------------------------------------------- | -------- | ------- | ------- | -------------------------------------------- |
| 1. | 27 tháng 3 năm 2021 | Sân vận động Anton Malatinský, Trnava, Slovakia | Slovakia | 2–0     | 2–2     | Vòng loại giải vô địch bóng đá thế giới 2022 |
| 2. | 29 tháng 3 năm 2022 | Sân vận động Quốc gia, Ta'Qali, Malta           | Kuwait   | 1–0     | 2–0     | Giao hữu                                     |
| 3. | 27 tháng 9 năm 2022 | Sân vận động Quốc gia, Ta'Qali, Malta           | Israel   | 1–1     | 2–1     | Giao hữu                                     |